# Doupovské Hradiště
Doupovské Hradiště ist eine Gemeinde in Tschechien. Sie liegt zehn Kilometer östlich von Karlsbad und gehört zum Okres Karlovy Vary.

## Geographie
Doupovské Hradiště erstreckt sich am Westrand des Truppenübungsplatzes Hradiště im Duppauer Gebirge. Im Nordwesten reicht das Gemeindegebiet bis an den Egergraben. Gemeindesitz ist Lučiny.
Nachbargemeinden sind Velichov im Norden, Stružná im Süden, Andělská Hora im Südwesten, Šemnice im Westen sowie Kyselka im Nordwesten.

## Geschichte
Das Gemeindegebiet wurde nach der Vertreibung der deutschen Bevölkerung in den 1950er Jahren, wie das gesamte Duppauer Gebirge, gänzlich abgesiedelt und der Truppenübungsplatz Hradiště errichtet.
Die Gemeinde Doupovské Hradiště wurde mit Beginn des Jahres 2016 im Zuge der Verkleinerung der Truppenübungsplätze aus dem Truppenübungsplatz Hradiště ausgegliedert. Zu dieser Zeit hatte die Gemeinde 165 Einwohner, von denen die überwiegende Mehrheit in Dolní Lomnice und Lučiny lebten. 

## Gemeindegliederung
Die Gemeinde Doupovské Hradiště besteht aus den Ortsteilen Činov (Schönau), Dolní Lomnice  (Unter Lomitz), Lučiny (Hartmannsgrün) und Svatobor (Zwetbau).
Das Gemeindegebiet bildet den Katastralbezirk Doupovské Hradiště.

## Sehenswürdigkeiten
- Ruine der Kirche Mariä Himmelfahrt in Svatobor, die Kirche brannte 1966 mutmaßlich durch Brandstiftung aus
- Nationales Naturdenkmal Skalky skřítků (Zwerglöcher), östlich von Dubina (Eichenhof)
- Steinerner Aussichtsturm auf der Bučina (Buchkoppe, 582 m n. m.) oberhalb von Kyselka (Gießhübl). Er wurde um 1880 durch Heinrich Mattoni erbaut. Im Jahre 2003 ließ die Gemeinde Kyselka den baufälligen und zugewachsenen Turm instand setzen, die Aussicht zum Egertal wieder frei schlagen und den Aufstieg wiederherstellen.
- Lučinsko-svatoborské vodopády, zwei Wasserfälle am Zusammenfluss der Bäche Lučinský potok (Hartmannsgrüner Bach) und Svatoborský potok (Zwetbauer Bach). Die beiden Bäche stürzen dort über 3,5 bzw. 2 Meter in die Tiefe
- Klamm des Lučinský potok oberhalb von Dubina, der Bach bildet unterhalb des Wasserfalls auf seinem Weg in den Egergraben auf 20 m Länge einen 3 bis 4 m tiefen Einschnitt durch den Granit[5]